# توماس سومرز
توماس سومرز (بالإنجليزية: Thomas Somers)‏ هو منافس ألعاب قوى بريطاني، ولد في 28 أبريل 1997 في يوركشاير في المملكة المتحدة.

## وصلات خارجية
- توماس سومرز على موقع الاتحاد الدولي لألعاب القوى (الإنجليزية)